# Astragalus austroferganicus
Astragalus austroferganicus es una especie de planta del género Astragalus, de la familia de las leguminosas, orden Fabales.
Fue descrita científicamente por R. V. Kamelin & R. M. Vinogradova.